# يو إس إس ماونت ويتني

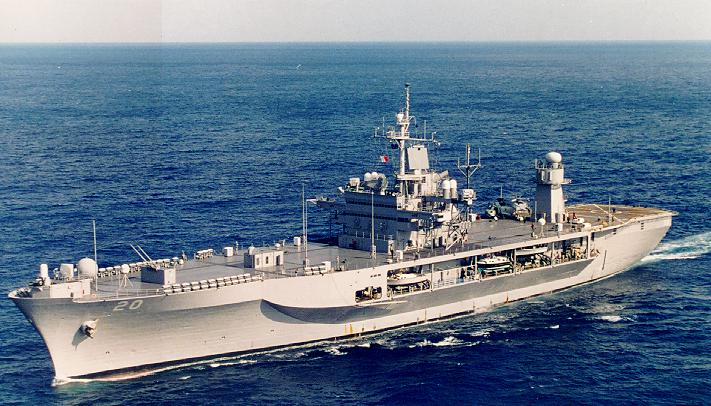

## (USS Mount Whitney (LCC / JCC 20
هي واحدة من اثنين من سفن القيادة البرمائية من فئة Blue Ridge التابعة للبحرية الأمريكية وهي سفينة القيادة والقيادة للأسطول السادس للولايات المتحدة. تعمل USS Mount Whitney أيضًا كمنصة قيادة عائمة (ACP) لقوات الضرب والدعم البحري الناتو (STRIKFORNATO). كانت السفينة قد عملت سابقًا لسنوات كسفينة قيادة COMSTRIKFLTLANT (تسمية الناتو) / الأسطول الثاني للولايات المتحدة. وهي واحدة من عدد قليل من السفن التي تم تكليفها بتعيينها لقيادة البحرية العسكرية.
تم تصنيف Mount Whitney كـ LCC-20 في 1 يناير 1969 ، وتم وضع عارضة لها في 8 يناير بواسطة شركة Newport News Shipbuilding & Drydock ، Newport News ، Virginia.
في وقت تكليفها ، انضمت Mount Whitney إلى شقيقتها Blue Ridge باعتبارها متميزة في حمل أكثر أجنحة الإلكترونيات تعقيدًا في العالم. قيل أنها أكبر بحوالي ثلاثين بالمائة من حاملة الطائرات USS John F. Kennedy ، والتي كانت الأكثر تعقيدًا. كانت Mount Whitney مسلحة بـ «بطارية رئيسية» من أجهزة الكمبيوتر ومعدات الاتصالات وغيرها من المرافق الإلكترونية لإنجاز مهمتها كسفينة قيادة. كان نظام الاتصالات عالي الدقة أيضًا جزءًا لا يتجزأ من التصميم الجديد الجذري للسفينة. من خلال لوحة التصحيح المؤتمتة ومصفوفة التحويل التي يتم التحكم فيها بواسطة الكمبيوتر ، يمكن لطاقمها استخدام أي مجموعة من معدات الاتصال المطلوبة. منطقة الجانب العلوي النظيفة هي نتيجة تصميم دقيق يهدف إلى تقليل تدخل السفينة في نظام الاتصالات الخاص بها. كانت الاتصالات بعيدة المدى التابعة للبحرية الأمريكية تعتمد بشكل كبير على الأنظمة اللاسلكية عالية التردد في السبعينيات وتطورت إلى الاتصالات الساتلية في الغالب في العقد الأول من القرن الحادي والعشرين. يتم توضيح ذلك من خلال الهوائيات السلكية الطويلة والهوائي الاتجاهي HF yagi أو الهوائي الدوري المثبت في البداية على جبل ويتني وإزالته لاحقًا واستبداله بعدد من هوائيات الاتصالات الساتلية.